# Ciutat Prohibida
La Ciutat Prohibida va ser el palau imperial xinès des de la dinastia Ming fins al final de la dinastia Qing. Es troba al centre de Pequín (Xina) i en l'actualitat és el Museu del Palau. Durant gairebé 500 anys, va ser la llar dels emperadors de la Xina i la seva cort, així com centre cerimonial i polític del govern xinès.
Fou construït entre 1406 i 1420. El complex alberga 980 edificis i 9.999 habitacions repartits entre 720.000 m². El conjunt exemplifica l'arquitectura tradicional dels palaus de la Xina i ha influït en el desenvolupament cultural i arquitectònic de l'Àsia oriental i altres parts del món, de manera que la Ciutat Prohibida va ser declarada Patrimoni de la Humanitat el 1987. A més a més, és considerada per la Unesco com el conjunt més gran d'estructures antigues de fusta al món.
Des de 1925, la Ciutat Prohibida ha estat sota control del Museu del Palau, que conté una extensa col·lecció d'obres d'art i objectes que van pertànyer a les col·leccions imperials de les dinasties Ming i Qing. Part de l'antiga col·lecció del museu es troba avui al Museu Nacional del Palau a Taipei, ja que tots dos museus van pertànyer a la mateixa institució i es van dividir després de la Guerra Civil xinesa.

## Nom
El nom comú en català, «la Ciutat Prohibida», és una traducció del nom xinès Zijin Cheng (en xinès: 紫禁城, en pinyin: Zǐjìnchéng, literalment 'Ciutat Púrpura Prohibida'). El nom de Zijin Cheng és una denominació amb significats a diversos nivells: Zi, o 'púrpura', es refereix a l'estrella Polar, que en l'antiga Xina es deia estrella Ziwei, i en l'astrologia xinesa era la casa de l'emperador celestial. La regió celestial circumdant, al recinte Ziwei (安德森), era el regne de l'emperador celestial i la seva família. La Ciutat Prohibida, com a residència de l'emperador terrestre, era la seva contrapartida terrenal. Jin, o 'Prohibida', es referia al fet que ningú podia entrar o sortir del palau sense el permís de l'emperador. Cheng significa 'ciutat emmurallada'. En l'actualitat, el lloc és comunament anomenat en xinès Gugong (故宫), que significa 'Palau antic'. El museu que alberga el conjunt de palaus és conegut com a Museu del Palau (en xinès: 故宫 博物院, pinyin: Gugong Bówùyùan).

## Història

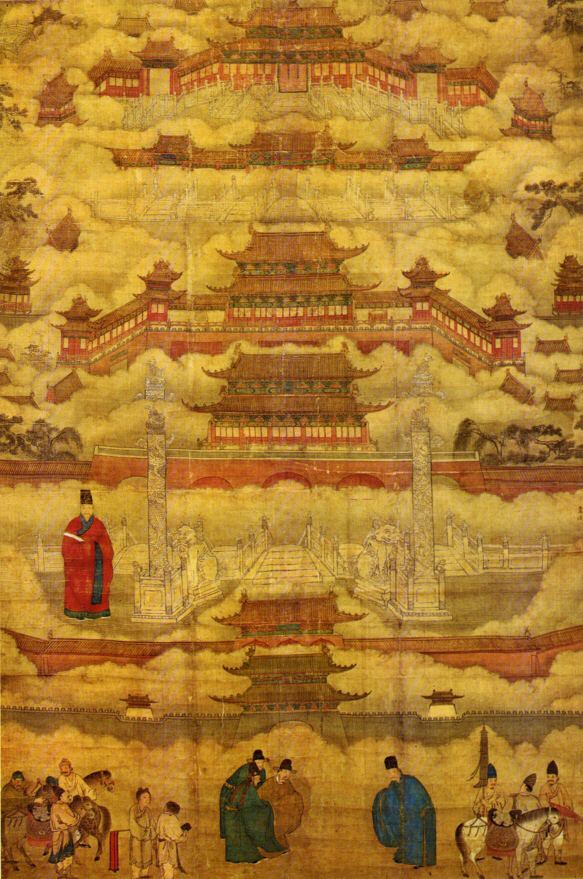
La Ciutat Prohibida en una pintura de la dinastia Ming

La Ciutat Prohibida estava situada a la ciutat imperial durant la dinastia Yuan, fundada pels mongols. Després de l'establiment de la dinastia Ming, l'emperador Hongwu va traslladar la capital des de Pequín a Nanquín, i va ordenar que els palaus dels Yuan fossin cremats. Quan el seu fill Zhu Di es va convertir en l'emperador Yongle, va tornar a moure la seva capital a Pequín i allí va començar, el 1406, la construcció del que es convertiria en la Ciutat Prohibida (Yu 1984, p. 18). La construcció va durar quinze anys, va requerir la participació de més d'un milió de treballadors (Yang 2003, p. 15) i va utilitzar materials com troncs sencers de la preuada fusta phoebe Zhennan (en xinès: 楠木; pinyin: nánmù), procedent de les jungles del sud-oest de la Xina, i grans blocs de marbre extrets de pedreres properes a Pequín. Els sòls dels salons principals van ser pavimentats amb «maons daurats» (en xinès: 金砖; pinyin: jīnzhuān), que van ser especialment cuits en forns de Suzhou (Yang 2003, p. 15).
Des de 1420 fins a 1644, la Ciutat Prohibida va ser la cort de la dinastia Ming, fins que l'abril de 1644 va ser capturada per les forces rebels dirigides per Li Zicheng, que es va proclamar emperador de la dinastia Shun (Yang 2003, p. 69). Aquest va fugir poc després davant els exèrcits combinats de l'antic general Ming Wu Sangui i les forces manxús, incendiant parts de la Ciutat Prohibida abans de marxar. Per l'octubre, els manxús havien aconseguit la supremacia al nord de la Xina i van celebrar una cerimònia a la Ciutat Prohibida per proclamar al jove emperador Shunzhi com a governant de tota Xina sota la dinastia Qing. Els governants Qing van canviar els noms d'alguns dels principals edificis de la ciutat, posant l'accent en «harmonia» en lloc de «supremacia», i van col·locar plaques bilingües en xinès i manxú.

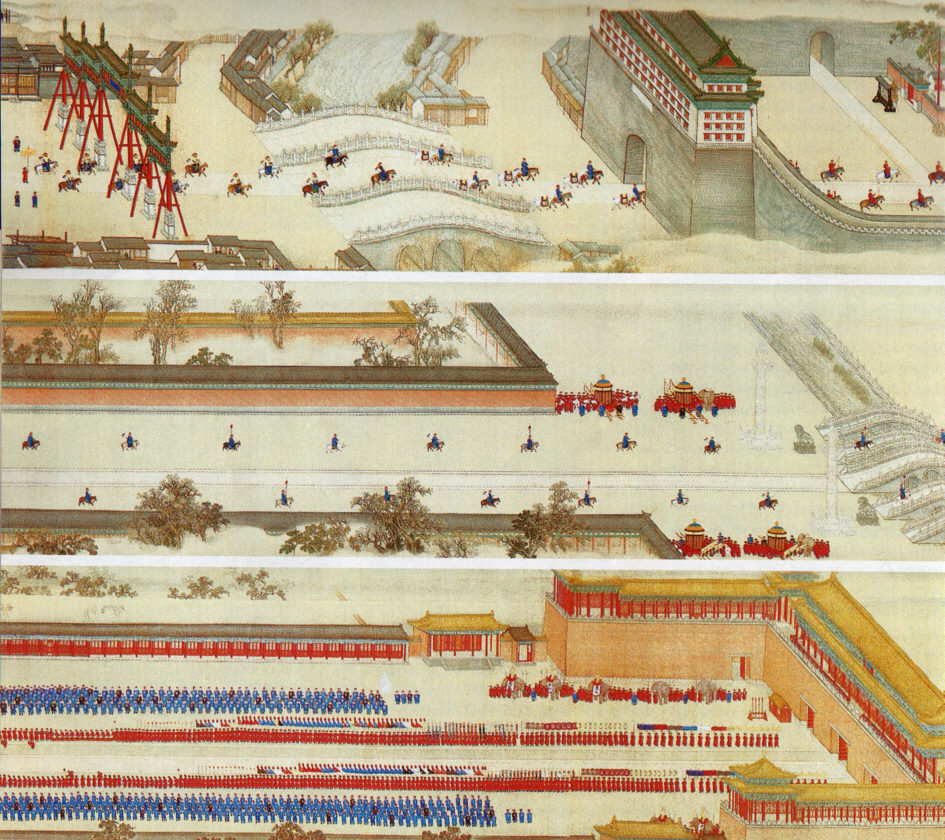
L'emperador Kangxi va tornar a la Ciutat Prohibida després d'un viatge al sud

El 1860, durant la Segona Guerra de l'opi, forces anglofranceses van prendre el control de la Ciutat Prohibida i la van ocupar fins al final de la guerra. El 1900, l'emperadriu vídua Cixi va fugir de la Ciutat Prohibida durant la rebel·lió dels bòxers; la ciutat va ser ocupada per forces dels països del tractat fins a l'any següent.
Després d'haver estat la llar de vint-i-quatre emperadors —catorze de la dinastia Ming i deu de la dinastia Qing— la Ciutat Prohibida va deixar de ser el centre polític de la Xina el 1912, amb l'abdicació de Puyi, l'últim emperador de la Xina. Sota un acord amb el nou govern de la República de la Xina, Puyi va residir al pati interior, mentre que l'exterior va ser destinat a l'ús públic, fins que va ser expulsat després d'un cop d'estat el 1924. Un any després, es va crear el Museu del Palau a la Ciutat Prohibida. El 1933, la Segona Guerra sinojaponesa va obligar a l'evacuació dels tresors nacionals de la Ciutat Prohibida, i encara que part de la col·lecció va ser retornada al final de la Segona Guerra Mundial, una altra va ser evacuada a Taiwan el 1947 sota les ordres de Chiang Kai-shek; el Kuomintang estava perdent la guerra civil xinesa. Aquesta col·lecció relativament petita, però de gran qualitat es va mantenir emmagatzemada fins al 1965, quan va tornar a ser exposada al públic com el nucli del Museu Nacional del Palau a Taipei. Després de l'establiment de la República Popular de la Xina el 1949, el zel revolucionari va provocar que es fessin alguns danys a la Ciutat Prohibida. No obstant això, durant la Revolució cultural, es va impedir una destrucció més important gràcies que el primer ministre Zhou Enlai va disposar un batalló de l'exèrcit per custodiar-la.

## Descripció
| A. Porta Sud B. Porta de la Divina Armonia C. Porta Gloriosa de l'Oest D. Porta Gloriosa del Est E. Torres F. Porta de la Suprema Armonia G. Saló de la Suprema Armonia | H. Saló de l'Eminència Militar J. Saló de la Glòria Literària K. Tres Palaus del Sud L. Palau de la Puresa Celeste M. Jardí Imperial N. Saló del Cultiu Mental O. Palau de la Longevitat Tranquil·la |

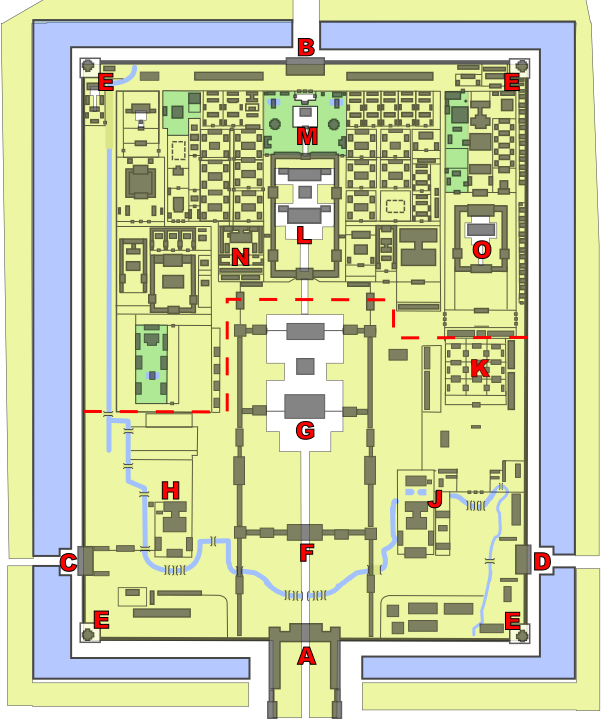
Plànol de la Ciutat Prohibida. Les etiquetes en vermell identifiquen els llocs en el text.
----
- – - Divisió aproximada entre els patis Interior (nord) i Exterior (sud).
----
A. Porta Sud
B. Porta de la Divina Armonia
C. Porta Gloriosa de l'Oest
D. Porta Gloriosa del Est
E. Torres
F. Porta de la Suprema Armonia
G. Saló de la Suprema Armonia
H. Saló de l'Eminència Militar
J. Saló de la Glòria Literària
K. Tres Palaus del Sud
L. Palau de la Puresa Celeste
M. Jardí Imperial
N. Saló del Cultiu Mental
O. Palau de la Longevitat Tranquil·la

La Ciutat Prohibida és el complex palatí més gran supervivent del món i cobreix 72 hectàrees. Té forma de rectangle, amb 961 metres de nord a sud i 753 m d'est a oest, i conté en l'actualitat 980 edificis amb 9.999 estances. La Ciutat Prohibida va ser dissenyada per ser el centre de l'antiga ciutat emmurallada de Pequín i s'insereix dins d'una zona emmurallada major anomenada la ciutat imperial, que al seu torn queda dins de la ciutat interior, que limita pel sud amb la ciutat exterior.
La Ciutat Prohibida continua sent important en el traçat urbà de la ciutat de Pequín, ja que el seu eix central nord-sud és l'eix central de la capital xinesa. Aquest eix s'estén al sud a través de la porta de Tian'anmen fins a la plaça de Tian'anmen, el centre cerimonial de la República Popular de la Xina, i fins a la porta Yongdingmen. Cap al nord arriba al parc Jingshan i les torres Gulou i Zhonglou. Aquest eix no està exactament alineat de nord a sud, ja que es desvia una mica més de dos graus, i els investigadors creuen ara que va ser traçat en la dinastia Yuan per alinear-se amb Xanadú, l'altra capital del seu imperi.

### Murs i portes
La Ciutat Prohibida està envoltada per una muralla de 7,9 metres d'alçària i un fossat ple d'aigua de 6 metres de profunditat per 52 m d'ample. Els murs tenen 8,6 m d'ample a la base i disminueixen fins a 6,6 m a la part superior. Aquests murs servien de muralles defensives i de murs de contenció de la ciutat i van ser construïts amb un nucli de tàpia recobert amb tres capes de maons especialment cuits per ambdues cares i units amb morter.

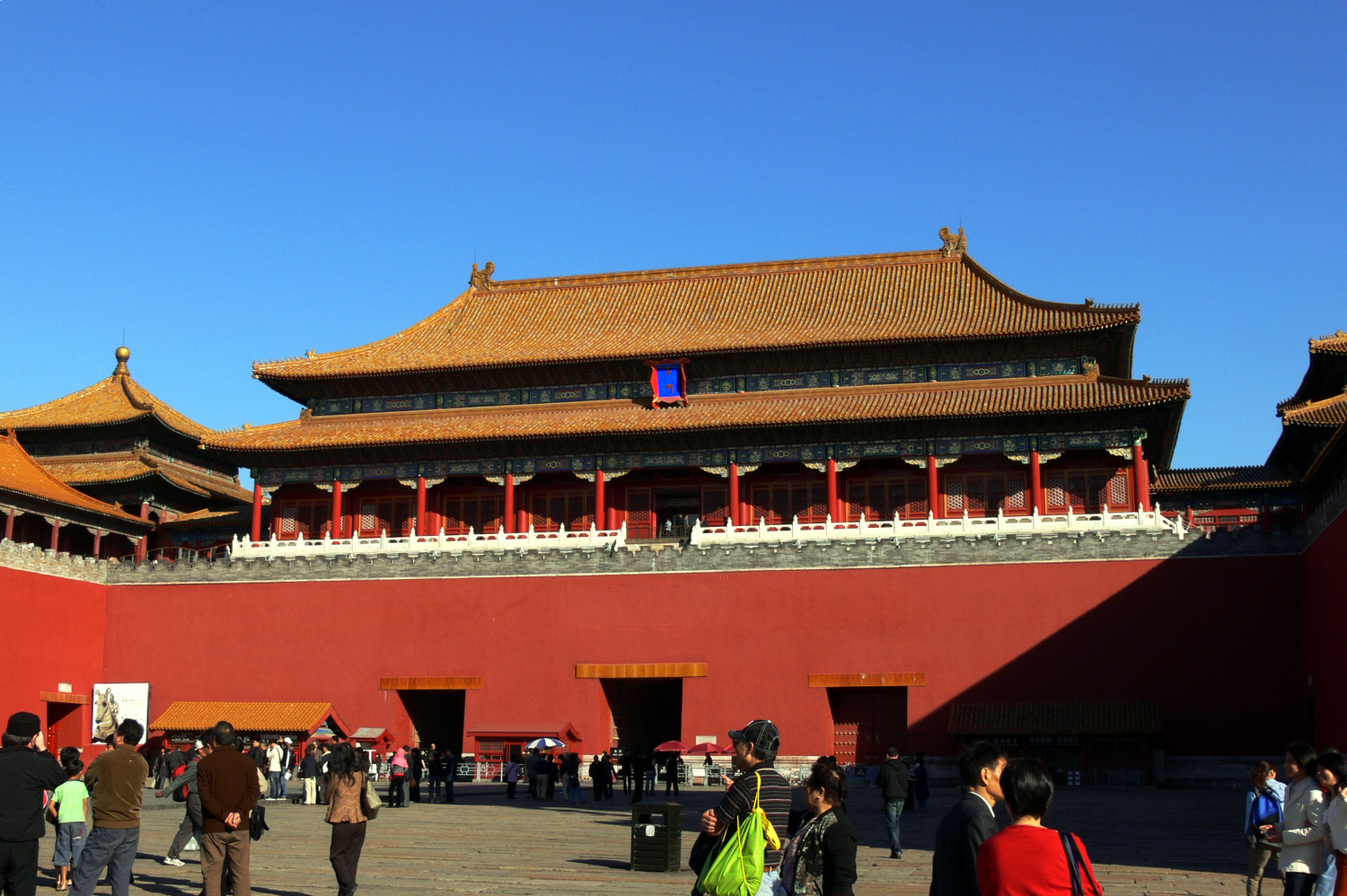
La porta del Sud, entrada principal de la Ciudad Prohibida

Hi ha una torre a cadascuna de les seves quatre cantonades (E), totes coronades per complexes teulades que presenten setanta-dos pinacles, a imitació de com apareixen representats en les pintures de la dinastia Song el pavelló del Príncep Teng i el pavelló de la Grua Groga. Aquestes torres són la part més visible de la ciutat i són protagonistes de nombroses llegendes. Una en diu que els artesans no van ser capaços de reconstruir una de les torres després de ser desmantellada per restauracions durant la dinastia Qing, i només va poder ser refeta per la intervenció del fuster immortal Lu Ban.
La muralla té quatre portes, una a cada llenç. La principal és la porta del Sud (A), al nord s'obre la porta de la Divina Harmonia (B), davant del parc Jingshan. Les de l'est i l'oest es diuen porta Gloriosa de l'Oest (C) i porta Gloriosa de l'Est (D). Tots aquests accessos estan tancats per portes de dues fulles decorades amb files de nou per nou claus daurats, a excepció de la porta de l'est, que només té vuit files de claus.
L'accés meridional, el principal, està flanquejat per dues ales que s'avancen tancant tres costats de la plaça quadrangular (plaça Wumen), que s'hi obre al davant. L'accés té cinc portes, la central de les quals és part de la via Imperial, un camí empedrat que forma l'eix central de la Ciutat Prohibida i de la mateixa Pequín, i duu des de la porta de la Xina al sud a Jingshan al nord. Només l'emperador podia caminar o cavalcar per la via Imperial, amb l'excepció de l'emperadriu en el dia del seu casament i dels estudiants d'èxit en el dia del seu examen imperial.

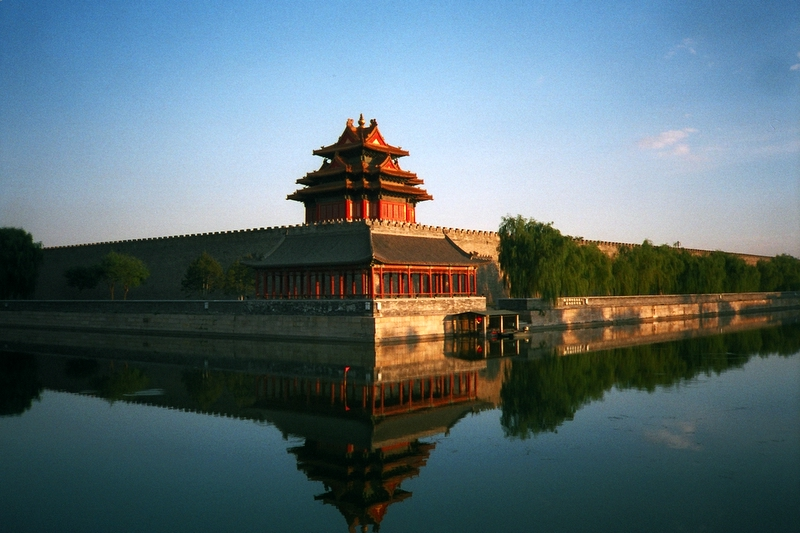
Torre d'una de les cantonades de la Ciutat Prohibida
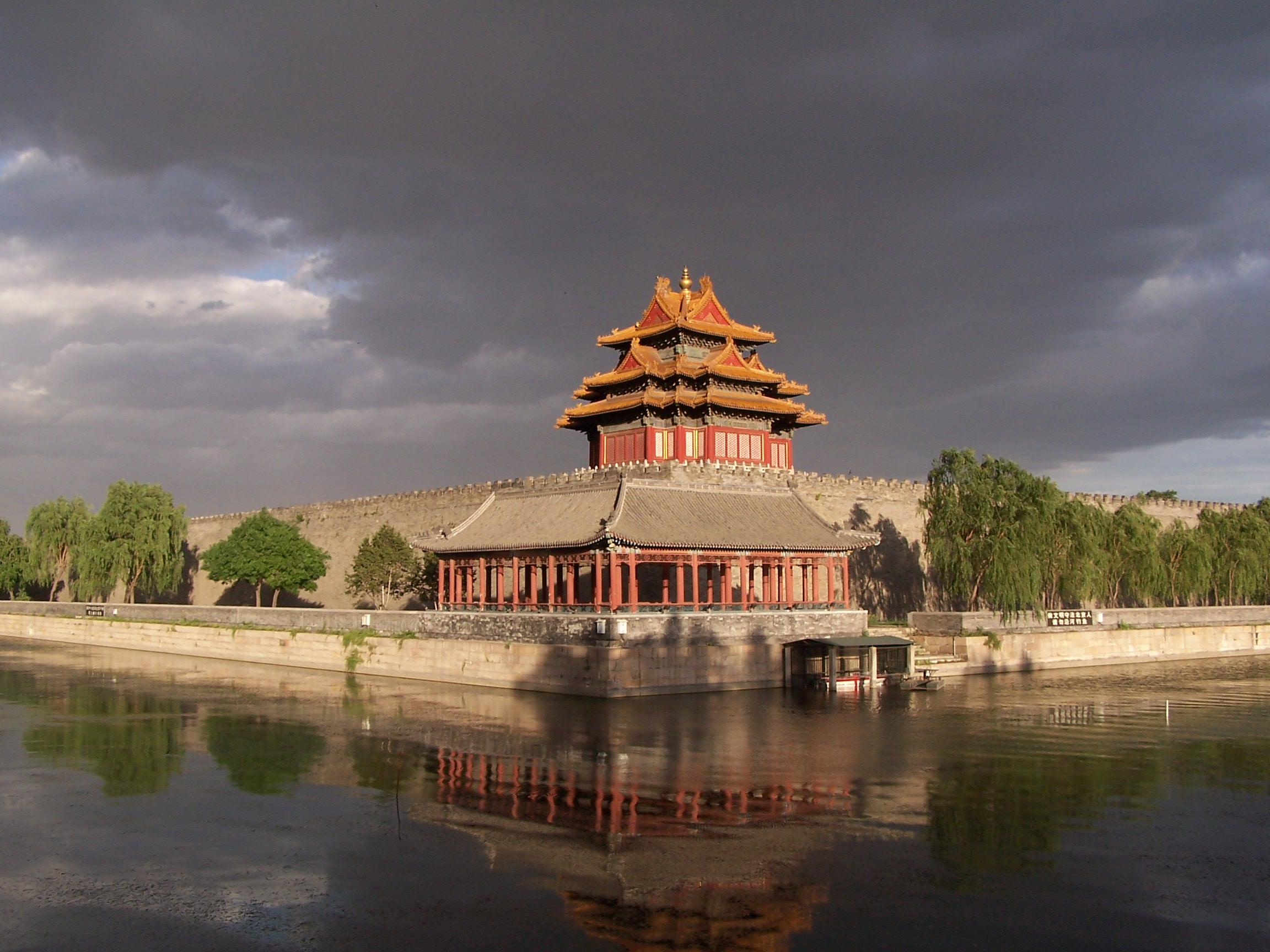
Torre de la cantonada nord-oest
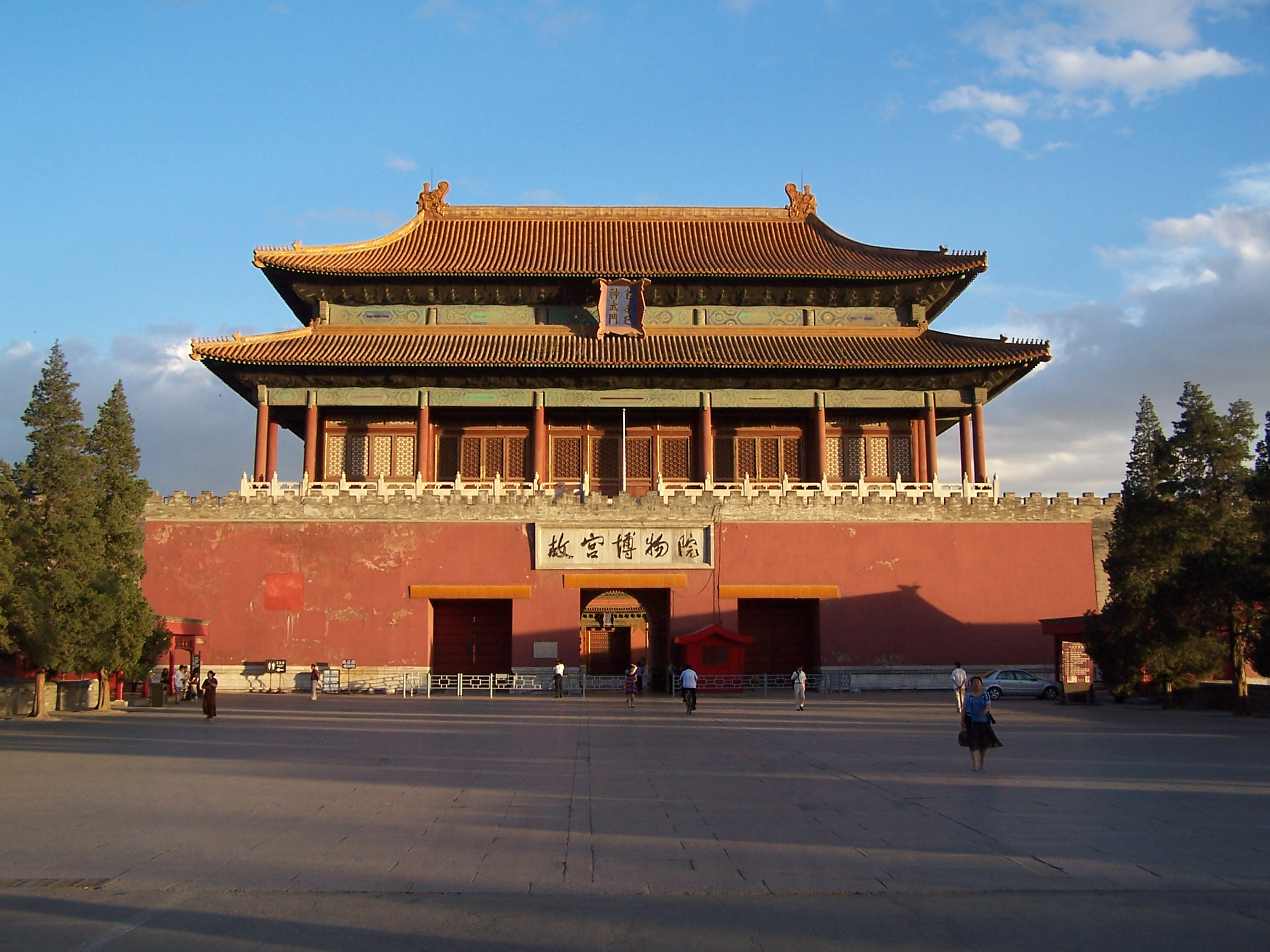
La porta de la Divina Harmonia, l'accés septentrional. El cartell inferior diu «Museu del Palau» (故宫博物院)
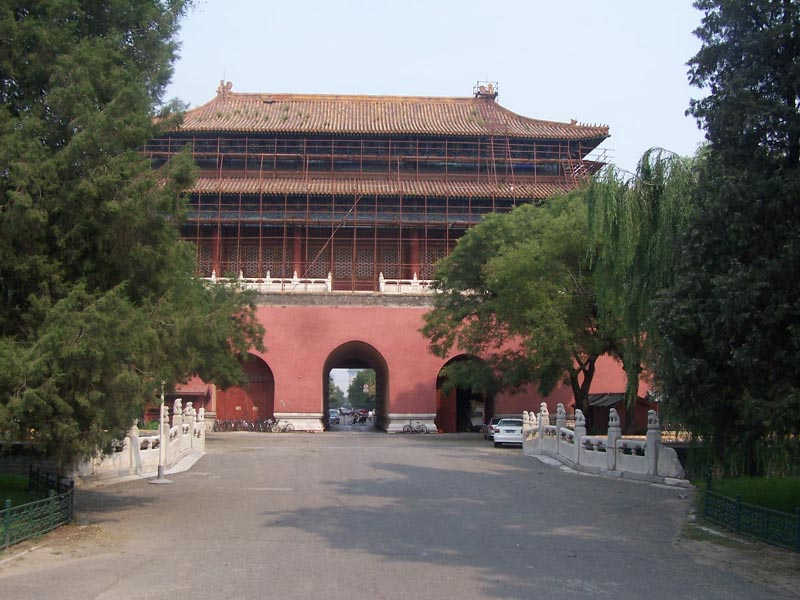
La porta Gloriosa de l'est en renovació com a part del procés de restauració de 16 anys

### Pati exterior
La Ciutat Prohibida es divideix en dues zones: el pati exterior (外朝) o pati frontal (前朝), que inclou les seccions meridionals usades per a propòsits cerimonials; el pati interior (内廷) o palau posterior (后宫) per a les seccions més al nord i on residia l'emperador i la seva família, i el lloc dels assumptes diaris d'estat. Una línia vermella marca al mapa de la dreta la divisió aproximada entre aquestes dues zones. Així mateix, la Ciutat Prohibida es va traçar amb tres eixos verticals, el més important dels quals és el nord-sud, on es troben els edificis més importants.
Entrant per la porta del Sud, ens trobem amb una gran plaça travessada pel riu d'Aigua Daurada, que té cinc ponts. Al fons de la plaça s'obre la porta de l'Harmonia Suprema (F), després de la qual s'alça el saló de l'Harmonia Suprema. Unes terrasses de marbre blanc de tres nivells s'eleven des de la plaça, i a la part superior hi ha tres edificis, el centre del complex: de sud a nord, el saló de l'Harmonia Suprema (太和 殿), el saló de l'Harmonia Central (中 和 殿) i el saló de la Preservació de l'Harmonia (保 和 殿).

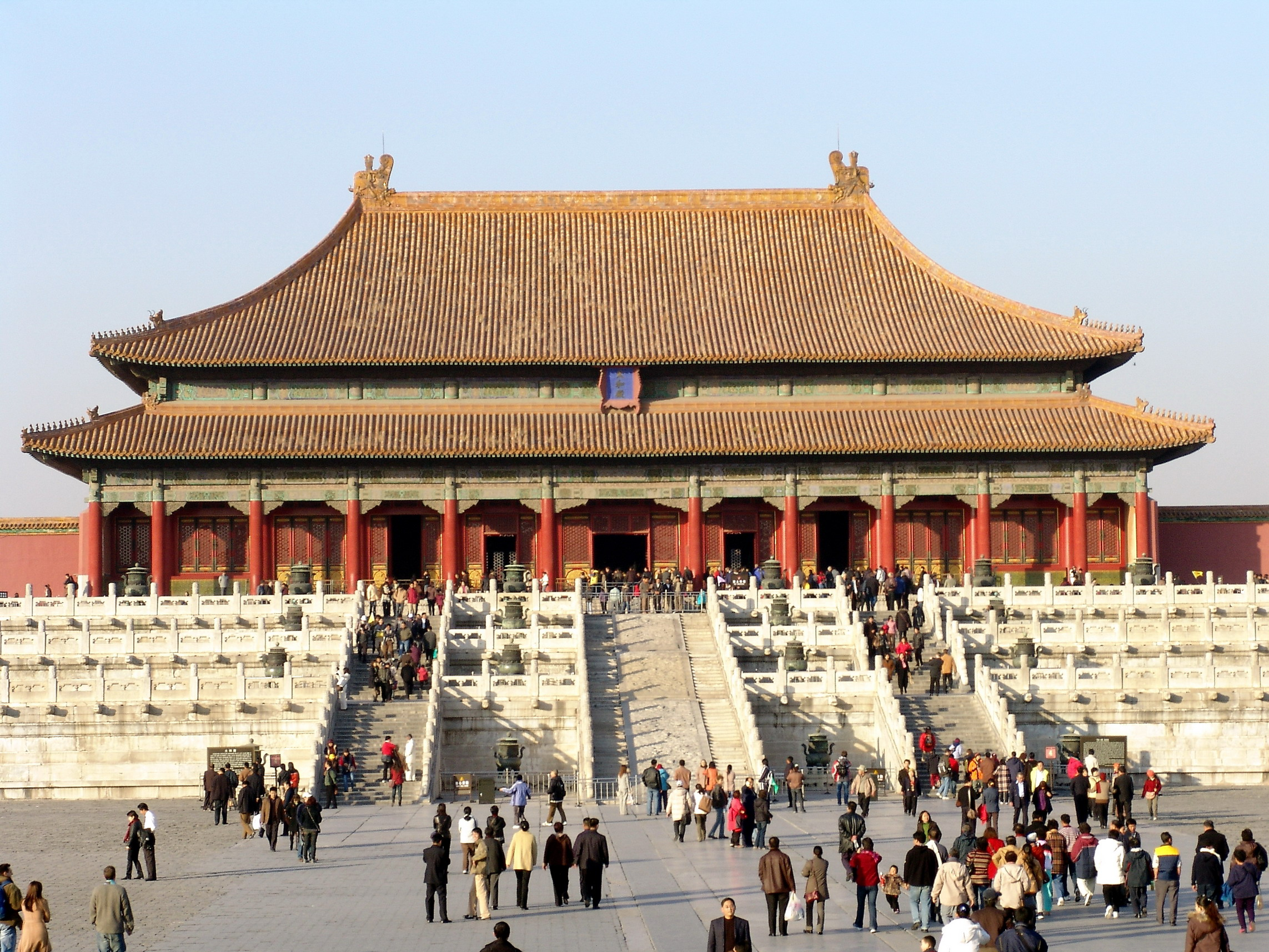
Saló de l'Harmonia Suprema

El saló de l'Harmonia Suprema (G) és el més gran de tots, ja que té una alçada de trenta metres sobre el nivell de la plaça que l'envolta, a més de ser el centre cerimonial del poder imperial i l'estructura de fusta més gran de tota la Xina. Té nou crugies d'ample i cinc pisos d'alçada, els nombres nou i cinc que estan simbòlicament connectats a la majestat de l'emperador. Inserit en una cel·la al centre de la sala, es troba un tron de recarregada decoració amb un drac en espiral: de les gargamelles neixen unes boles de metall a manera de canelobre, anomenades mirall Xuanyuan. En la dinastia Ming, l'emperador tenia aquí la seva cort per tractar els assumptes d'estat, tot i que durant la dinastia Qing, quan se celebraven més reunions d'estat, la seva localització es va traslladar a un lloc menys cerimoniós i el saló de l'Harmonia Suprema va quedar reservat per a propòsits més solemnes com coronacions, investidures i casaments imperials.
El saló de l'Harmonia Central és més petit, de planta quadrada, i era usat per l'emperador per a preparar les cerimònies i descansar abans i durant la seva realització. Després d'ell, al saló de la Preservació de l'Harmonia, s'assajaven cerimònies i també era el lloc de l'etapa final de l'examen imperial. Els tres salons tenen trons imperials, encara que el major i més elaborat de tots és el del saló de l'Harmonia Suprema.
Al centre de les rampes que condueixen a les terrasses dels costats nord i sud, hi ha rampes cerimonials, part de la via Imperial, decorades amb recarregats i simbòlics baixos relleus. La rampa nord, després del saló de la Preservació de l'Harmonia, està tallada en una sola peça de pedra de 16,5 metres de llarg, 3 m d'ample, 1,7 m de gruix i dues-centes tones de pes, cosa que la converteix en la talla més grossa de tota Xina. La rampa sud, davant del saló de l'Harmonia Suprema, és encara més llarga, però està composta de dues lloses de pedra, la unió de les quals està enginyosament dissimulada amb els baixos relleus, fet que no es va descobrir fins en el segle xx, quan el deteriorament secular va fer-ne més visible la juntura.
Cap al sud-oest i el sud-est del pati Exterior estan els salons de l'Eminència Militar (H) i de la Glòria Literària (J). El primer va ser utilitzat en diverses ocasions per l'emperador per a rebre els seus ministres i celebrar corts, i més tard emprat per a albergar la pròpia impremta del palau. El segon va estar reservat per a lectures cerimonials dels prestigiosos erudits confucianistes i, en períodes posteriors, va ser l'oficina de la Gran Secretaria. Aquí també es va emmagatzemar una còpia del Siku Quanshu, la col·lecció més gran de llibres de la història xinesa. Al nord-est es troben els tres palaus del Sud (南 三 所) (K), residència del príncep hereu.

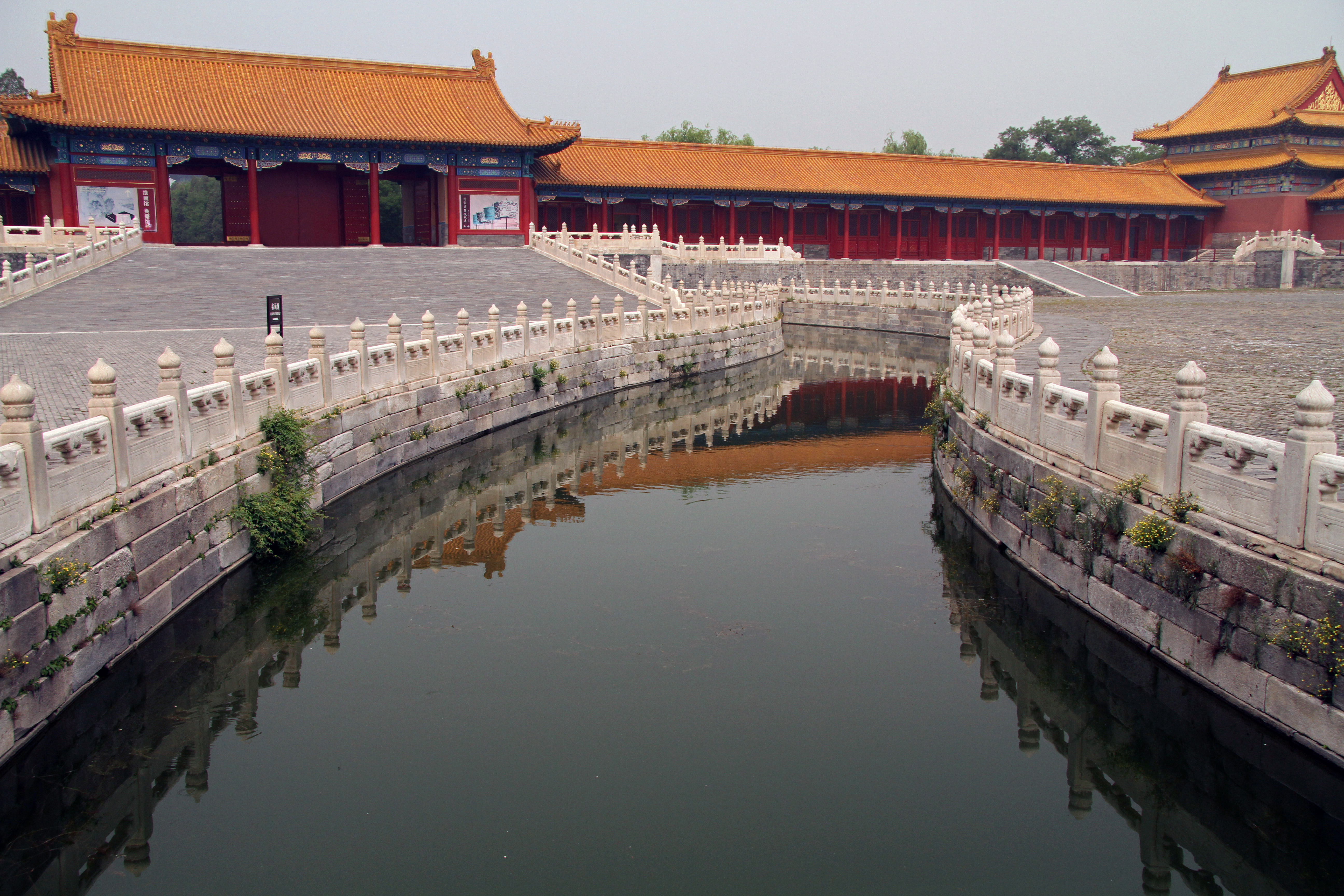
El riu d'Aigua Daurada
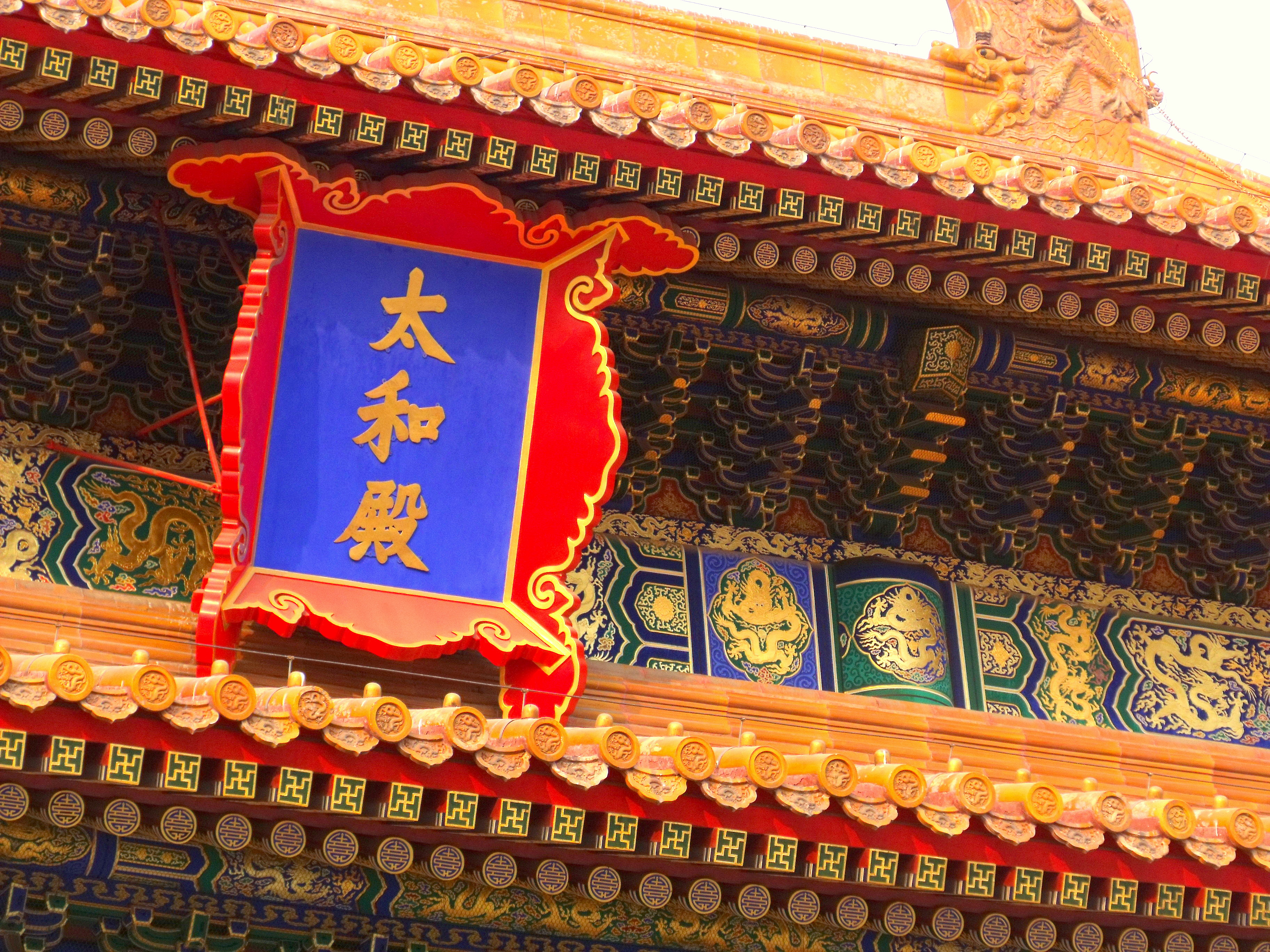
Emblema del saló de l'Harmonia Suprema
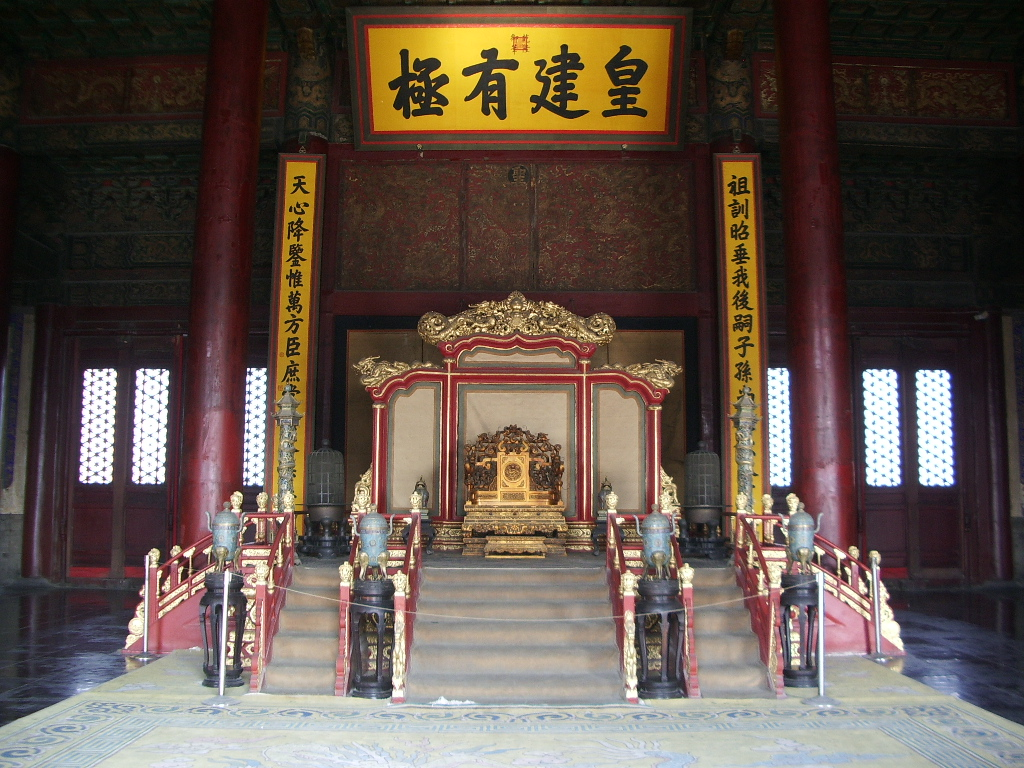
El tron del saló de l'Harmonia Suprema
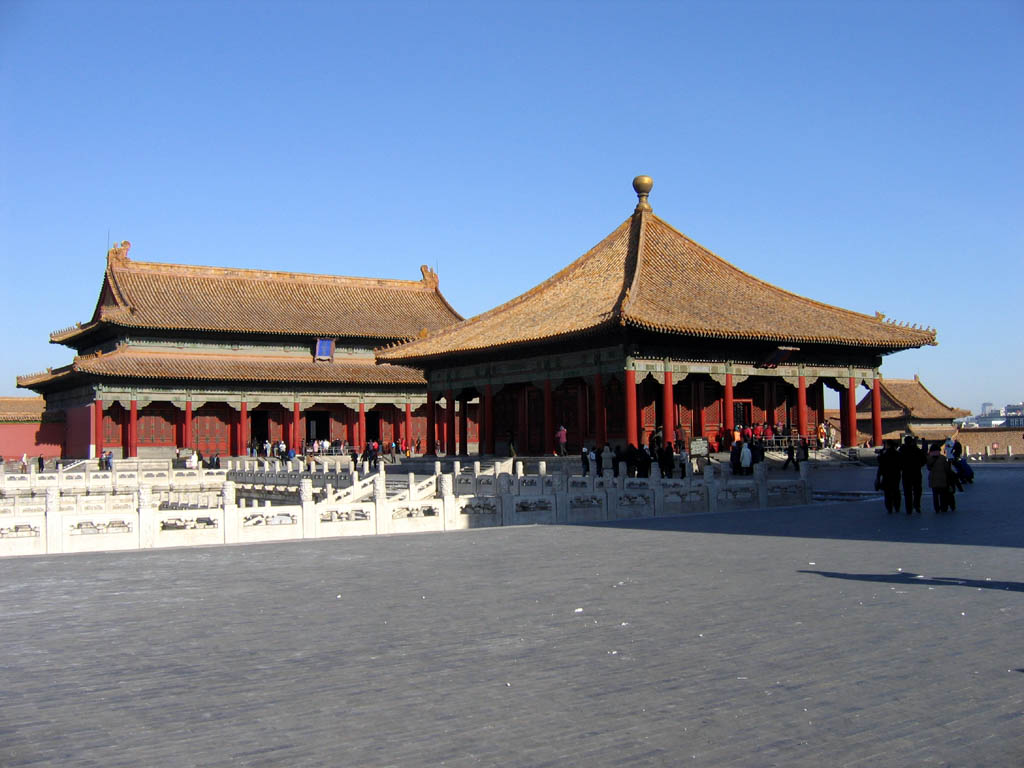
El saló de l'Harmonia Central (en primer terme) i el saló de la Preservació de l'Harmonia

### Pati interior
El pati Interior està separat de l'Exterior per una plaça rectangular traçada de manera perpendicular a l'eix principal de la Ciutat Prohibida. Era la llar de l'emperador i la seva família, i durant la dinastia Qing també hi treballaven; el pati Exterior va passar a tenir una funció purament cerimonial.
Al centre del pati Interior hi ha un altre conjunt de tres salons (L). Des del sud, són el palau de la Puresa Celestial (乾 清宮), el saló de la Unió i el palau de la Tranquil·litat Terrestre. Més petits que els salons del pati Exterior: van ser la residència oficial de l'emperador i l'emperadriu. L'emperador, en representació del Yang i els cels, ocupava el palau de la Puresa Celestial. L'emperadriu, que representava el Yin i la Terra, residia al palau de la Tranquil·litat Terrestre. Entre aquests, es trobava el saló de la Unió, on el Yin i el Yang es barregen per produir harmonia.

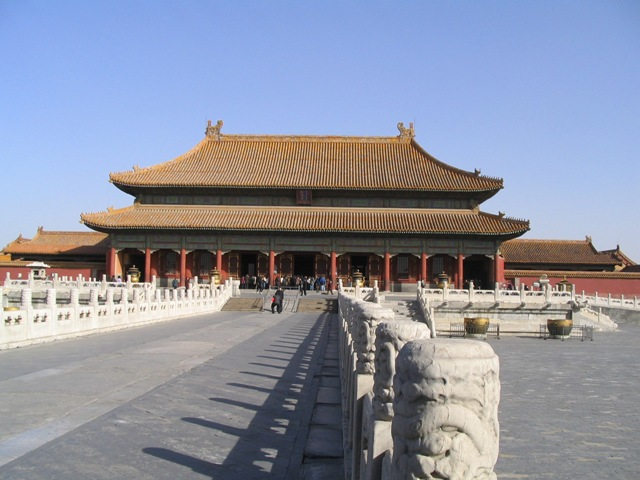
Palau de la Puresa Celestial

El palau de la Puresa Celestial és un edifici amb dos ràfecs construït sobre una terrassa de marbre d'un sol nivell i està connectat amb la porta de la Puresa Celestial cap al sud per una passarel·la elevada. Durant la dinastia Ming, va ser la residència de l'emperador, però a partir de l'emperador Yongzheng de la dinastia Qing, el sobirà va residir en el més petit saló del Cultiu Mental, situat a l'oest, per respecte a la memòria de l'emperador Kangxi. El palau de la Puresa Celestial, que té un tron fixat al sostre i decorat amb un altre drac en espiral, es va convertir més tard en el saló d'audiències de l'emperador. Sobre el tron penja un cartell que diu «Justícia i honor» (正大光明; pinyin: zhèngdàguāngmíng).
El palau de la Tranquil·litat Terrestre (坤宁宫) també és un edifici cobert amb dos ràfecs, amb nou crugies d'ample i tres pisos d'alçada. Durant la dinastia Ming va ser la residència de l'emperadriu, mentre que en la Qing una gran part del palau va ser convertit per al culte xamanista pels nous governants manxús. Des del regnat de l'emperador Yongzheng l'emperadriu es va mudar al palau, tot i que dues habitacions del palau de la Tranquil·litat Terrestre es van mantenir per ser usats en la nit de noces de l'emperador.
Entre aquests dos palaus hi ha el saló de la Unió, de planta quadrada i coberta piramidal. Aquí hi ha emmagatzemats els vint segells imperials de la dinastia Qing, així com altres objectes cerimonials. Darrere d'aquestes tres sales es troba el jardí Imperial (M). Relativament petit i de disseny compacte, aquest jardí, però, conté diverses mostres de paisatgisme elaborat. Al nord del jardí hi ha la porta de la Divina Harmonia, la porta nord del palau. Distribuïdes a l'est i l'oest de les tres sales principals, hi ha una sèrie de patis secundaris i palaus menors on vivien els fills i concubines de l'emperador.
Directament cap a l'oest es troba el saló del Cultiu Mental (N), que originàriament era un palau menor, però es va convertir de facto en residència i oficina de l'emperador des de Yongzheng. En les últimes dècades de la dinastia Qing les emperadrius vídues, inclosa Cixi, celebraven balls a la zona est del saló. Situades al voltant del saló del Cultiu Mental es troben les oficines del Gran Consell i altres organismes clau del govern.
La secció nord-est del pati Interior està ocupada pel palau de la Longevitat Tranquil·la (宁寿宫) (O), un complex construït per l'emperador Qianlong en previsió de la jubilació. Reflecteix l'actualització de la Ciutat Prohibida i inclou un pati interior i un altre d'exterior, així com jardins i temples. L'entrada al palau de la Longevitat Tranquil·la està marcada per un gran mur de rajoles que representa nou dracs. Es va començar la restauració d'aquesta secció de la Ciutat Prohibida en col·laboració entre el Museu del Palau i el Fons Mundial de Monuments, un projecte a llarg termini que s'espera acabar el 2017.

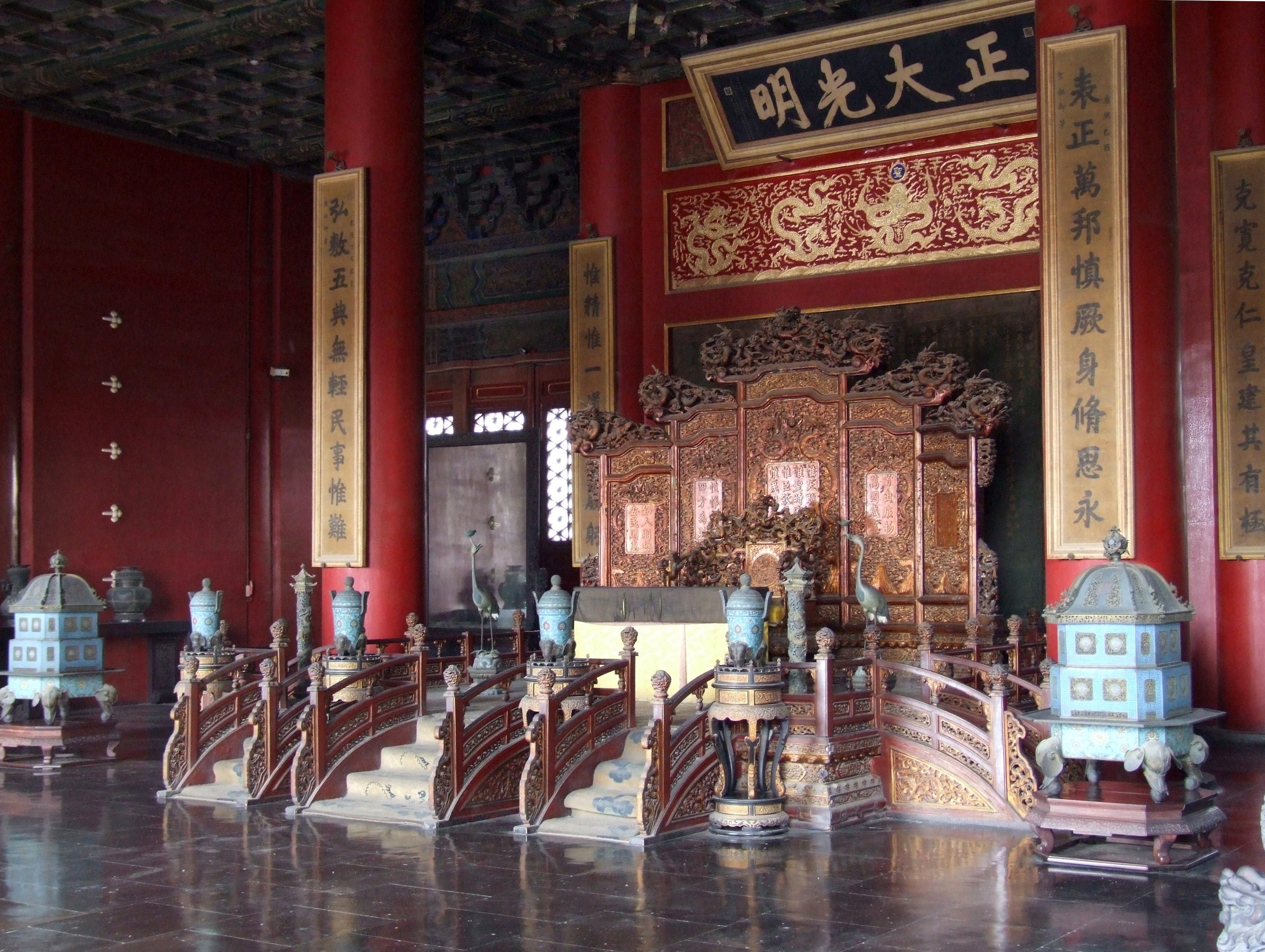
Tron del palau de la Puresa Celestial
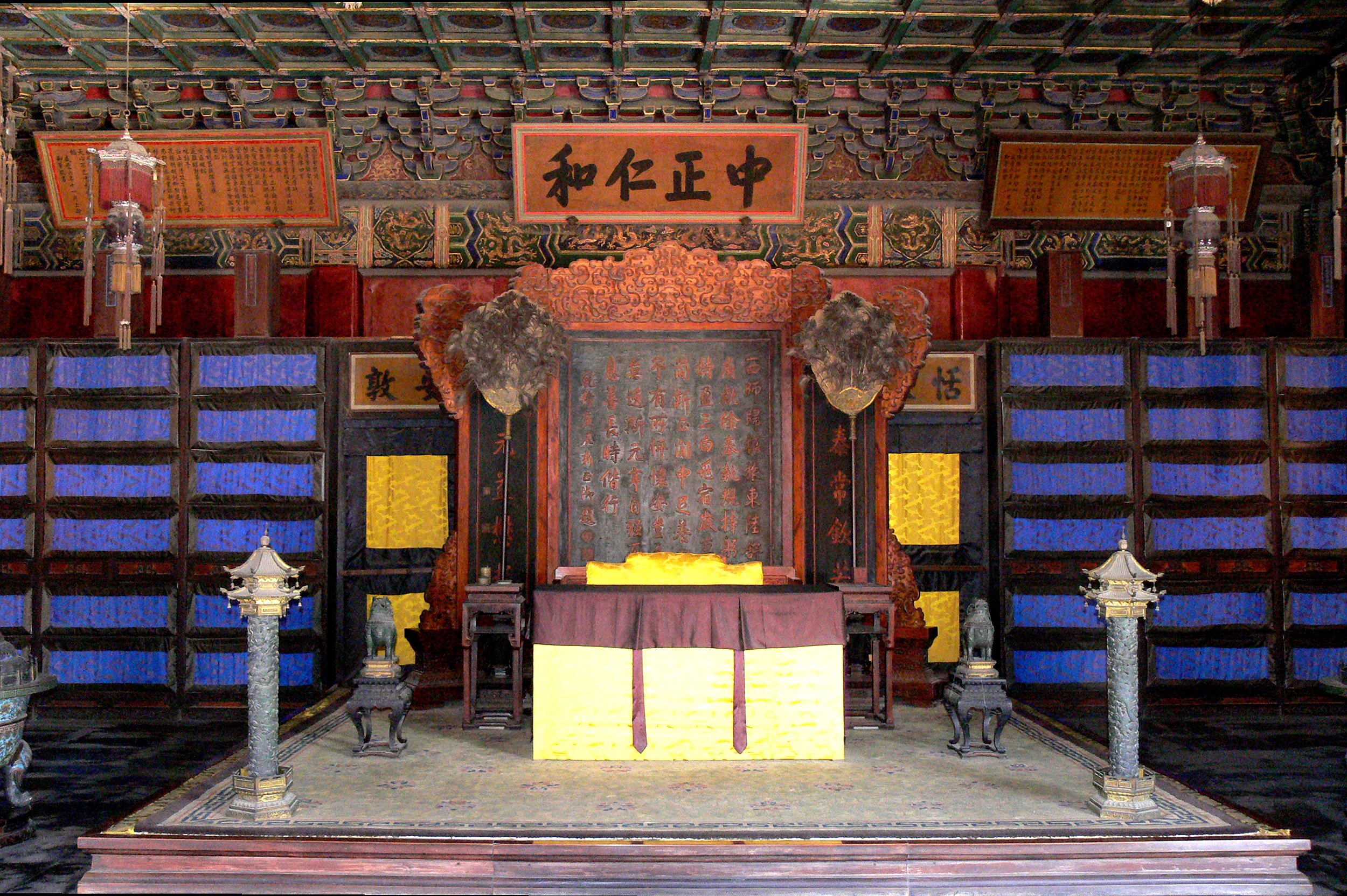
Interior del saló del Cultiu Mental
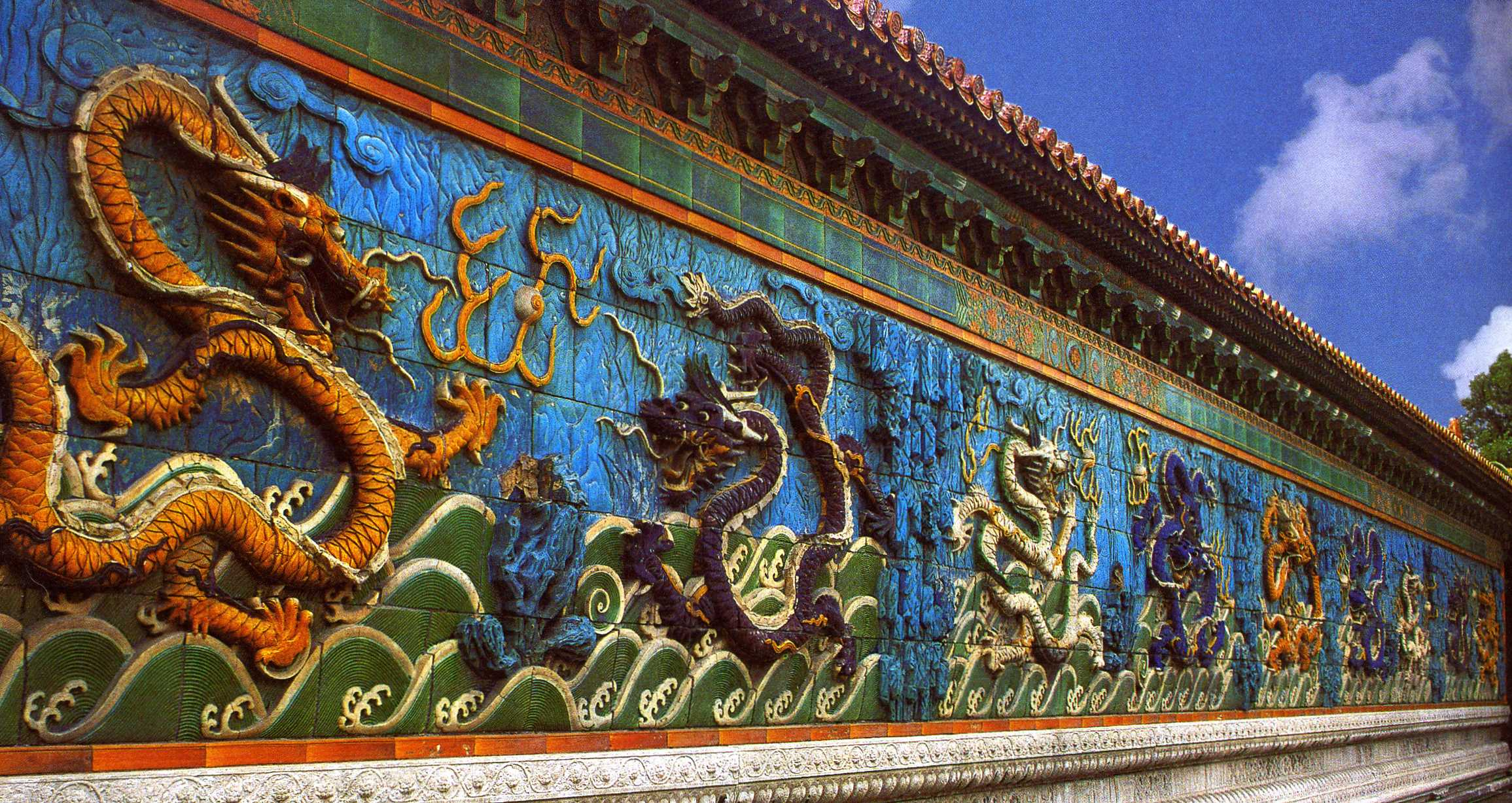
El mur dels Nou Dracs en el palau de la Longevitat Tranquil·la
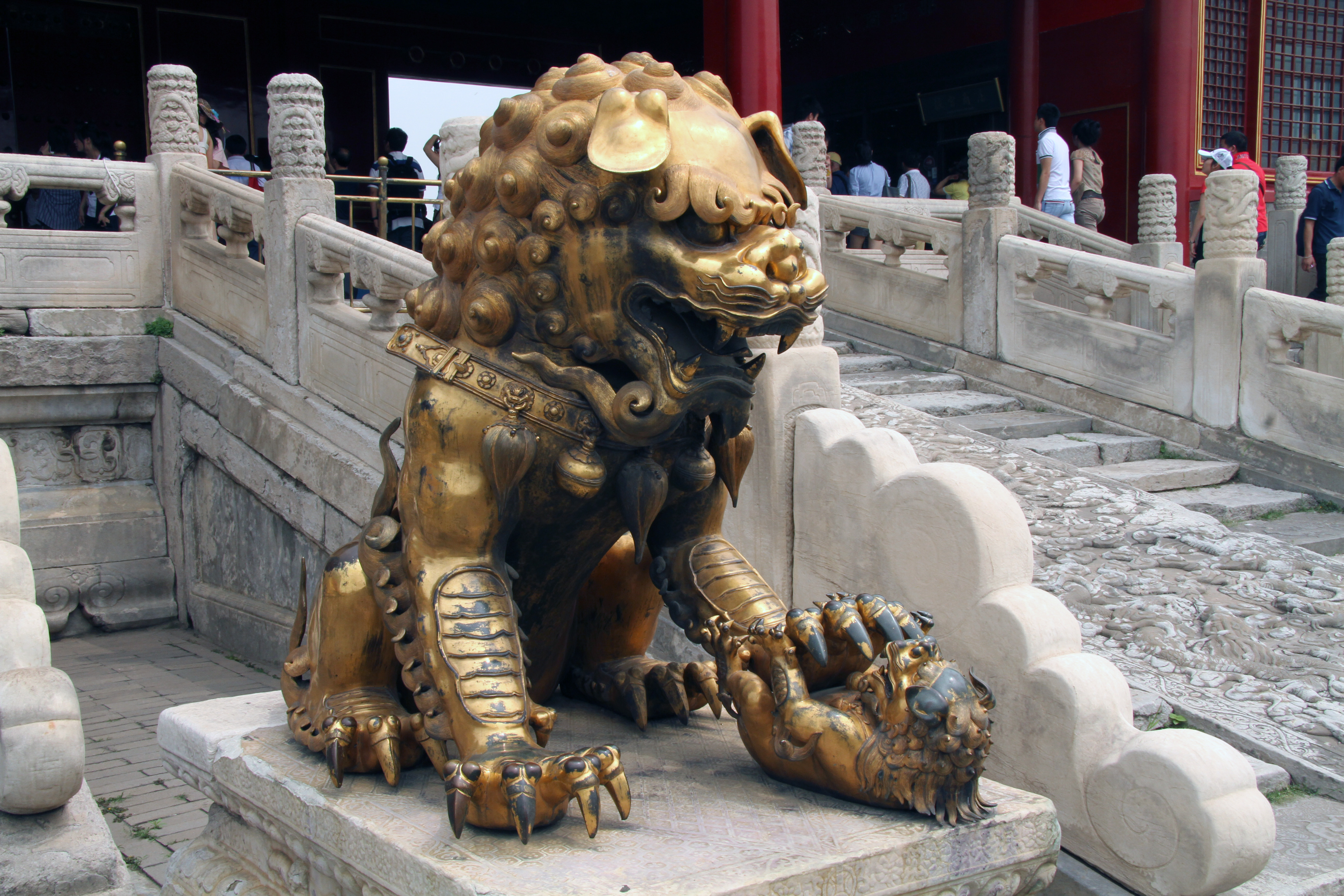
Un lleó guardià daurat davant del palau de la Longevitat Tranquil·la

### Religió
La religió era una part important de la vida de la cort imperial. En la dinastia Qing, el palau de la Tranquil·litat Terrestre va esdevenir un lloc per a les cerimònies xamanistes manxús. Alhora, la religió nativa taoista xinesa va continuar tenint un paper important al llarg de les dinasties Ming i Qing, i per al seu culte hi havia dos temples taoistes, l'un al jardí imperial i un altre a la zona central del pati Interior. Una altra religió important al palau de la dinastia Qing va ser el budisme. Al pati Interior es van crear diversos temples i santuaris, entre aquests el del budisme tibetà o lamaisme. La iconografia budista també va proliferar en la decoració interior de molts edificis, i n'és bona mostra el pavelló de la Pluja de Flors, ja que conté nombroses estàtues budistes, icones i mandales distribuïdes d'acord amb propòsits rituals.

### Als afores

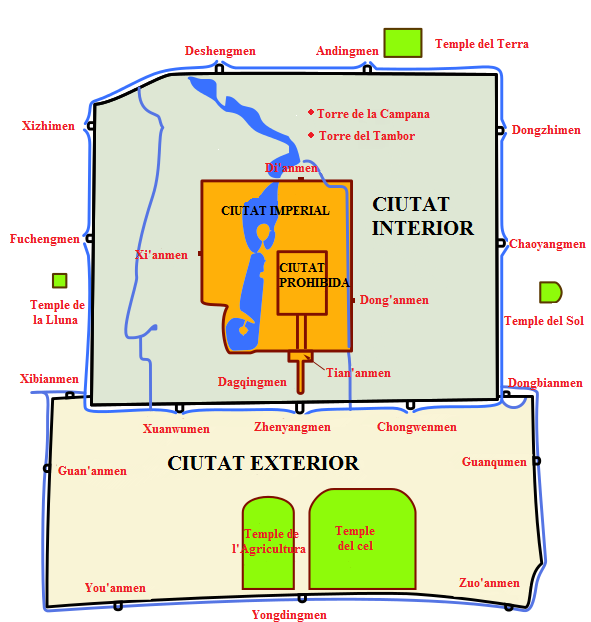
Ubicació de la Ciutat Prohibida al centre històric de Pequín

La Ciutat Prohibida està envoltada a tres costats per jardins imperials. Al nord es hi ha el parc Jingshan, un pujol artificial creat amb la terra extreta de la fossa i els llacs propers. A l'oest hi ha Zhongnanhai, un antic jardí al voltant de dos llacs connectats, que en l'actualitat serveix com a seu central del Partit comunista de la Xina i el Consell d'Estat de la República Popular de la Xina. Cap al nord-oest limita amb el parc Beihai, un lloc molt popular entre els pequinesos, també centrat per un llac comunicat amb els dos del sud.

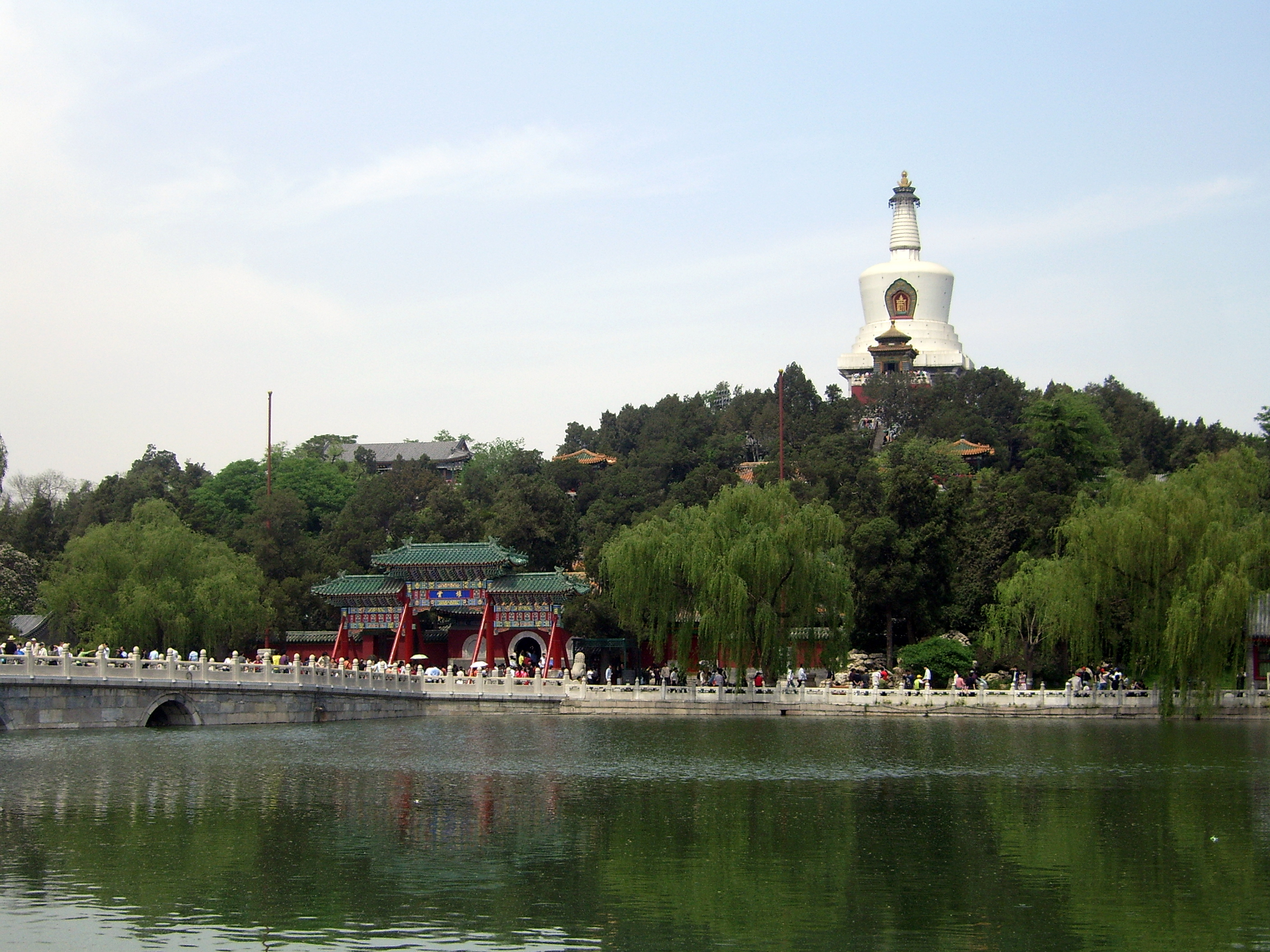
El parc Beihai. Al fons, l'illa Qionghua i la seva stupa Blanca aixecada el 1651

Al sud de la Ciutat Prohibida hi ha dos importants santuaris, el santuari imperial de la Família (太庙, Tàimiào) i el santuari imperial d'Estat (太 社稷, Tàishèjì), on l'emperador podia venerar els esperits dels seus ancestres i l'esperit de la nació, respectivament. Avui són el saló Cultural del Poble Treballador de Pequín i el parc Zhongshan, aquest últim en commemoració de Sun Yat-sen. També cap al sud es troben dues properes i idèntiques portes disposades en l'eix central que duen a l'accés principal de la ciutat: la porta Vertical (端 门, Duānmén) i la més famosa porta de Tian'anmen, decorada amb un retrat de Mao Zedong en el centre i cartells a banda i banda que resen «Llarga vida a la República Popular Xina» i «Llarga vida a la gran unitat dels pobles del món». La porta de Tian'anmen connecta el recinte de la Ciutat Prohibida amb el modern i simbòlic centre de l'estat xinès, la plaça de Tian'anmen.
Tot i que el desenvolupament urbà està ara estrictament controlat a la rodalia de la Ciutat Prohibida, durant el passat segle les incontrolades demolicions i reconstruccions, de vegades políticament motivades, han canviat el caràcter de les àrees que envolten el conjunt. Des de l'any 2000, el govern municipal de Pequín ha treballat per evitar que les institucions governamentals i militars ocupin alguns edificis històrics, i ha establert un parc al voltant de les altres parts de la muralla de la ciutat imperial. El 2004, una ordenança relativa a l'altura dels edificis i les restriccions en l'ordenació urbana va ser renovada per establir l'àrea de la ciutat imperial i del nord de la ciutat com una zona d'aïllament per a la Ciutat Prohibida. Un any després, la ciutat imperial i Beihai (com a part d'extensió del palau d'Estiu) es van incloure en la llista per ser propers enclavaments Patrimoni de la Humanitat a Pequín.

### Simbolisme

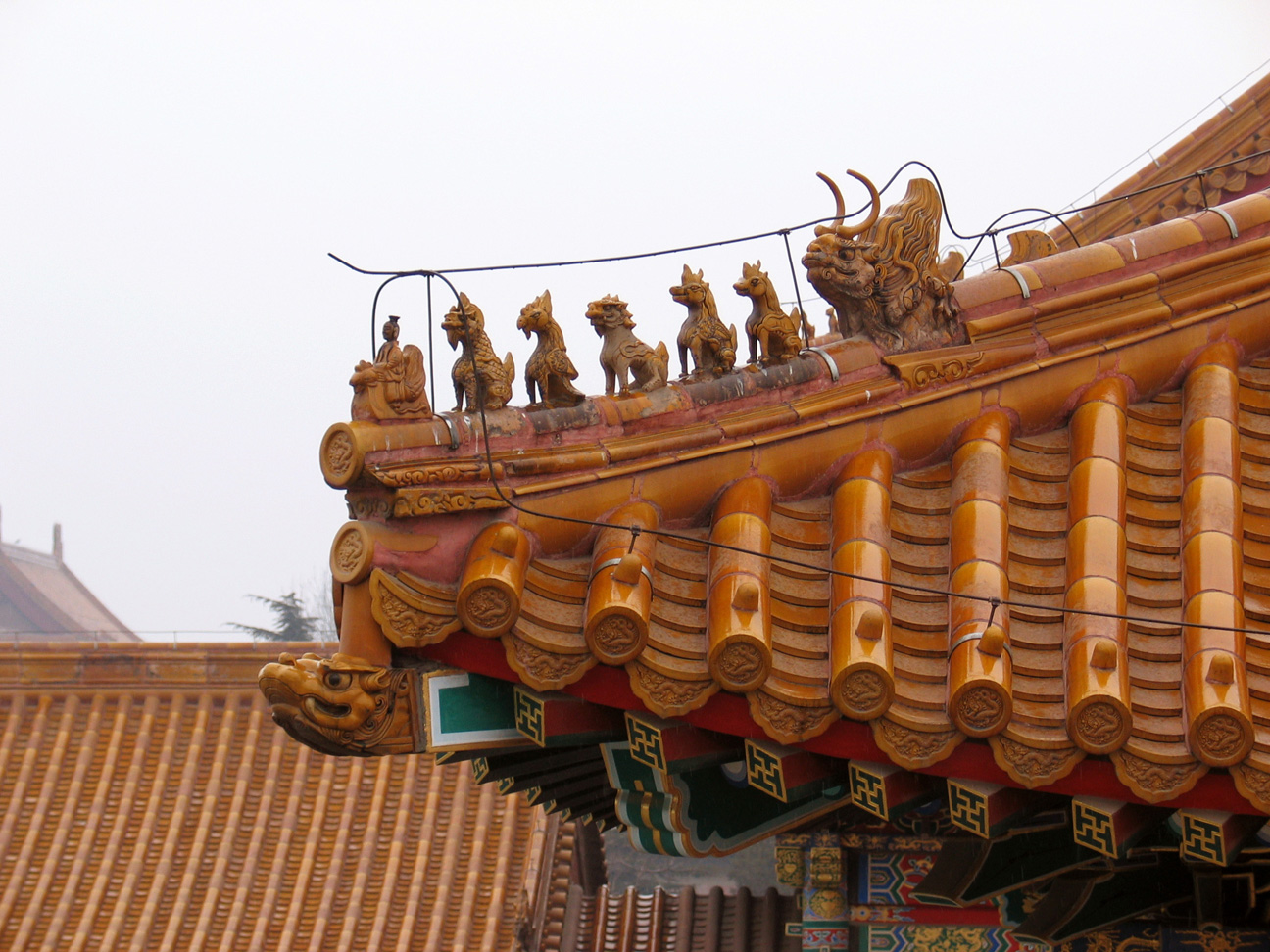
Les teulades estan decorades amb fileres d'estàtues encapçalades per un home que cavalca una au fènix i per un drac imperial

El disseny de la Ciutat Prohibida, des del seu pla general al més petit detall, va ser meticulosament ideat per reflectir principis filosòfics i religiosos, i sobretot com a símbol de la majestat del poder imperial. Alguns exemples notables de disseny simbòlic són:
- El groc és el color de l'emperador. Per això, gairebé totes les teulades de la Ciutat Prohibida tenen teules vidriades de color groc, i només hi ha dues excepcions: la biblioteca al pavelló de la Profunditat Literària (文渊 阁), que té teules negres perquè aquest color s'associa amb l'aigua i, per tant, prevenen incendis, i les residències del príncep hereu, que tenen teules verdes perquè aquest color s'associa amb la fusta i, per tant, amb el creixement.[28]
- Els salons principals dels patis interior i exterior estan tots disposats en grups de tres, la forma del trigrama Qian que representa el cel. D'altra banda, les residències del pati interior estan agrupades de sis en sis, la forma del trigrama Kun que representa la Terra.[20]
- Les cresteries de les teulades estan decorades amb línies d'estàtues liderades per un home que cavalca una au fènix i és seguit per un drac imperial. El nombre d'aquestes estàtues representa l'estatus de l'edifici, ja que un edifici secundari té tres o cinc. El saló de l'Harmonia Suprema en té deu, l'únic edifici de tot el país al qual es permetia això en temps imperials. Com a resultat, la seva desena estàtua, anomenada «Hangshi» o 'desena', (en xinès: 行 十, pinyin: Hángshí)[51] és també única a la Ciutat Prohibida.[52]
- El disseny d'edificis respecta els antics costums establerts en el Llibre dels ritus, de manera que els temples ancestrals estan enfront del palau, les zones d'emmagatzematge en la part frontal del complex i les zones residencials a la part posterior.[53]

## Col·leccions

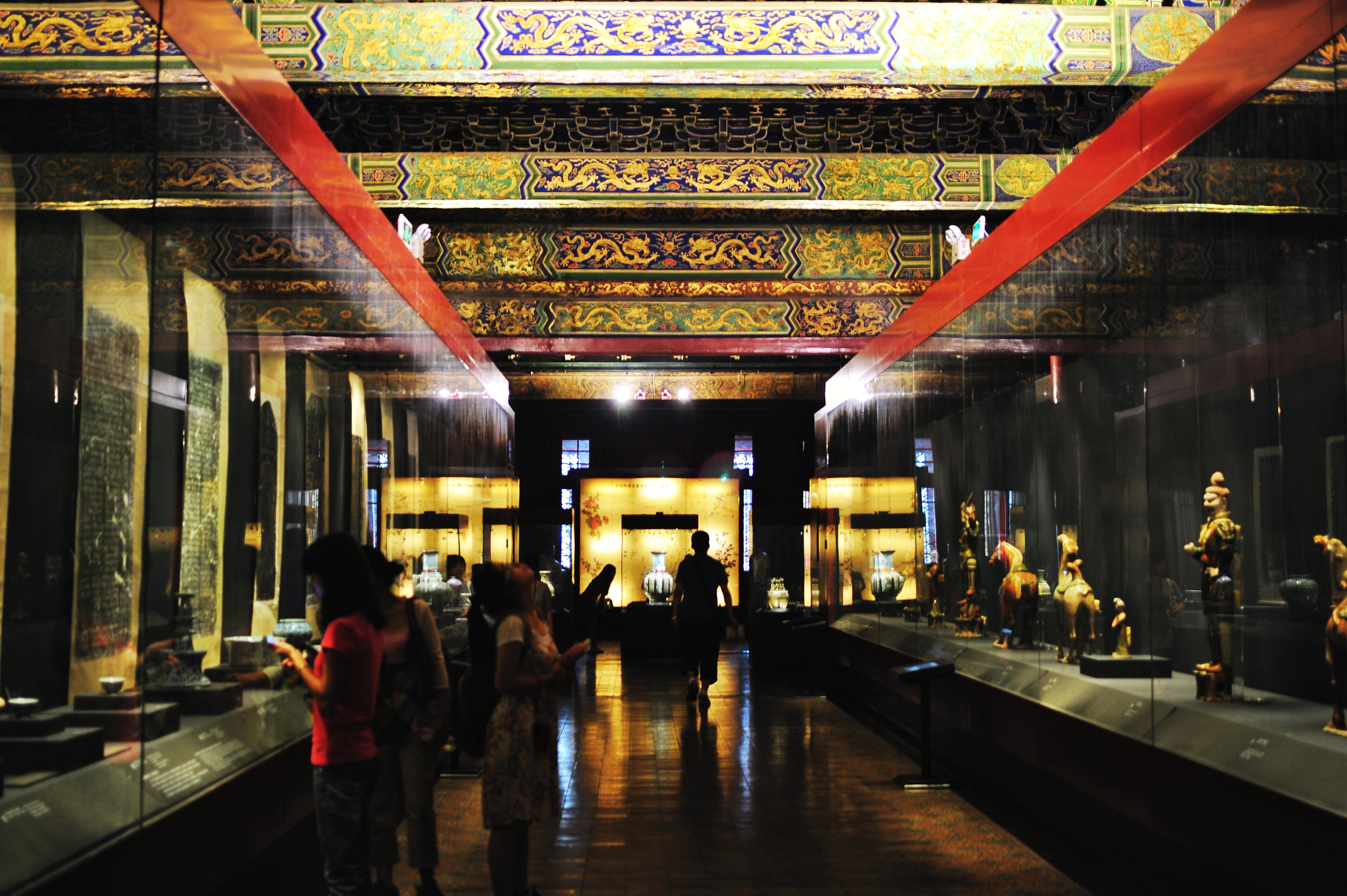
Sala d'exposició del Museu del Palau

Les col·leccions del Museu del Palau es basen en la col·lecció imperial Qing. D'acord amb els resultats d'una auditoria de 1925, la Ciutat Prohibida emmagatzemava 1,17 milions d'objectes. A més, les biblioteques imperials albergaven una de les majors col·leccions de llibres antics i documents diversos de tot el país, inclosos papers dels governs de les dinasties Ming i Qing.
Des de 1933, l'amenaça de la invasió japonesa va obligar a l'evacuació de les parts més importants de la col·lecció del Museu. Després del final de la Segona Guerra Mundial, el 1945, aquesta col·lecció va ser retornada a Nanquín, però amb la victòria dels comunistes en la posterior Guerra Civil xinesa, el 1949, el govern nacionalista va decidir enviar una selecció d'aquesta col·lecció a l'illa de Taiwan. De les 13.427 caixes d'objectes evacuades, 2.972 es troben en l'actualitat en el Museu Nacional del Palau a Taipei. Gairebé deu mil caixes van ser retornades a Pequín, però 2.221 continuen avui emmagatzemades sota càrrec del Museu de Nanquín. Després de 1949, el museu va dur a terme una nova auditoria, així com una recerca exhaustiva a la Ciutat Prohibida, descobrint un nombre important d'objectes. A més, el govern va prendre peces d'altres museus de tot el país per reposar la col·lecció del Museu Nacional del Palau, que també va comprar-ne algunes i va rebre donacions privades.
En l'actualitat, el Museu del Palau té més d'un milió d'obres d'art úniques i d'incalculable valor en la seva col·lecció permanent, entre les quals s'inclouen pintures, ceràmiques, inscripcions, objectes de bronze o documents de la cort. Segons un inventari de la col·lecció realitzat entre els anys 2004 i 2010, el Museu del Palau té un total d'1.807.558 objectes, dels quals 1.684.490 són peces designades com a «relíquies culturals valuoses» protegides en l'àmbit nacional.

### Ceràmica

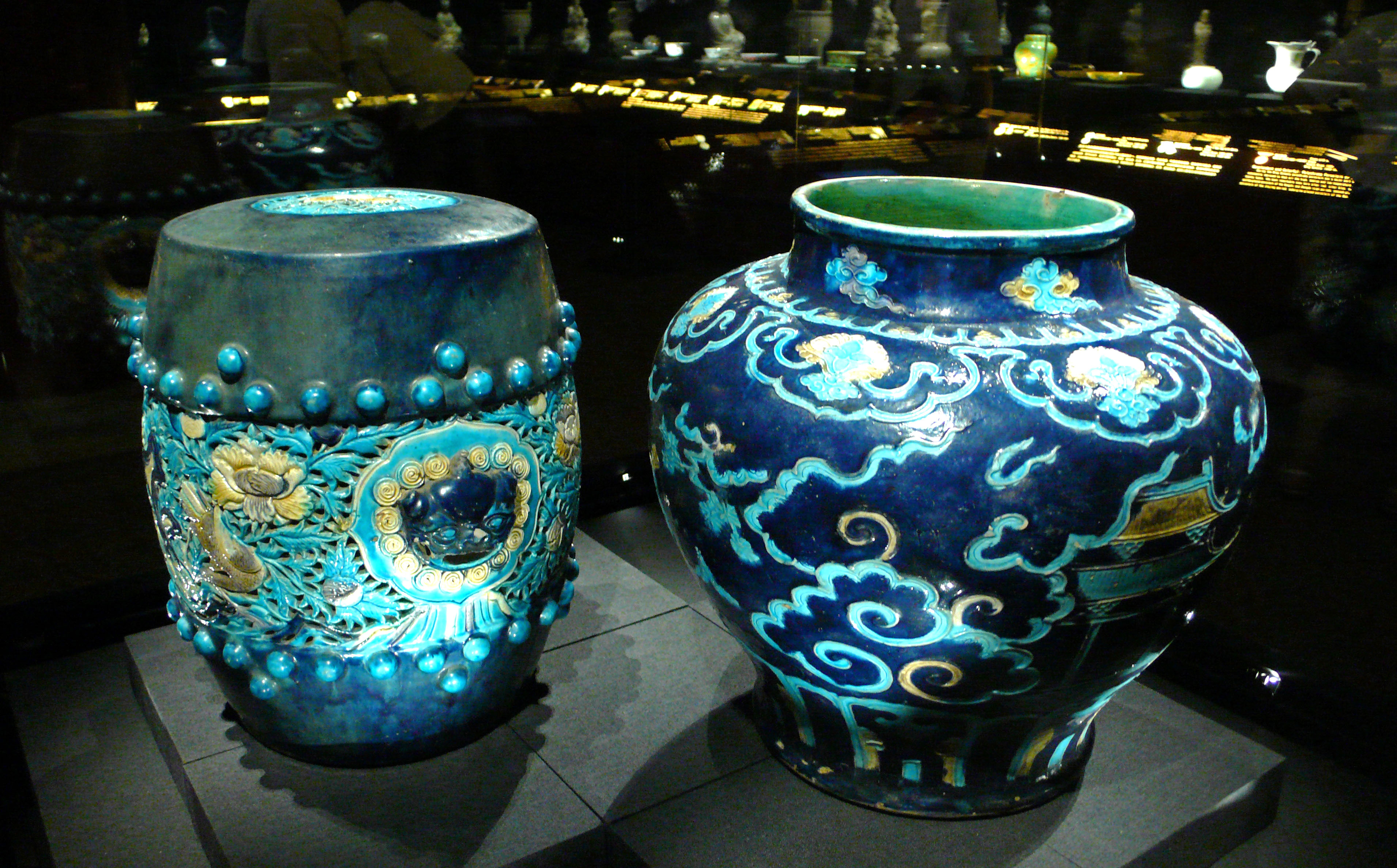
Dues peces de «porcellana blava» de la dinastia Qing

El Museu del Palau té 340.000 peces de ceràmica i porcellana, entre les quals s'inclouen les col·leccions imperials de la dinastia Tang i de la dinastia Song, així com peces encarregades pel palau i, a vegades, pel mateix emperador en persona. El Museu del Palau també té al voltant de 320.000 peces de porcellana de la col·lecció imperial. La resta està gairebé tota emmagatzemada al Museu Nacional del Palau a Taipei, i al Museu de Nanquín.

### Pintures
El Museu del Palau té prop de 50.000 pintures. D'aquestes, més de 400 daten d'abans de la dinastia Yuan (1271-1368), fet que la converteix en la col·lecció més gran d'aquest tipus a la Xina. La col·lecció es basa en la col·lecció del palau de les dinasties Ming i Qing. L'interès personal d'emperadors com Qianlong va fer que el palau atresorés una de les col·leccions més importants de pintura de la història xinesa. No obstant això, una gran part d'aquesta col·lecció es va perdre amb els anys. Després de la seva abdicació, Puyi va treure moltes pintures del palau, que es van perdre o van destruir, i el 1948 molts objectes van ser portats a Taiwan. La col·lecció ha estat posteriorment completada amb donacions, compres i transferències d'altres museus.

### Objectes de bronze
La col·lecció de bronze del Museu del Palau es remunta a la primerenca dinastia Shang. De les prop de 10.000 peces que la componen, 1.600 estan datades com anteriors al període Qin (221 aC). Una part important d'aquesta col·lecció són els objectes cerimonials de bronze de la cort imperial.

### Rellotges
El Museu del Palau té una de les majors col·leccions de rellotges mecànics dels segles xviii i xix existents al món, amb més de 1.000 peces, tant xineses com realitzades a l'estranger. Els rellotges xinesos van ser realitzats en els tallers del mateix palau, a Canton o a Suzhou, mentre que els forans provenen de: el Regne Unit, França, els Estats Units, Suïssa o el Japó, tot i que la majoria són britànics.

### Jade

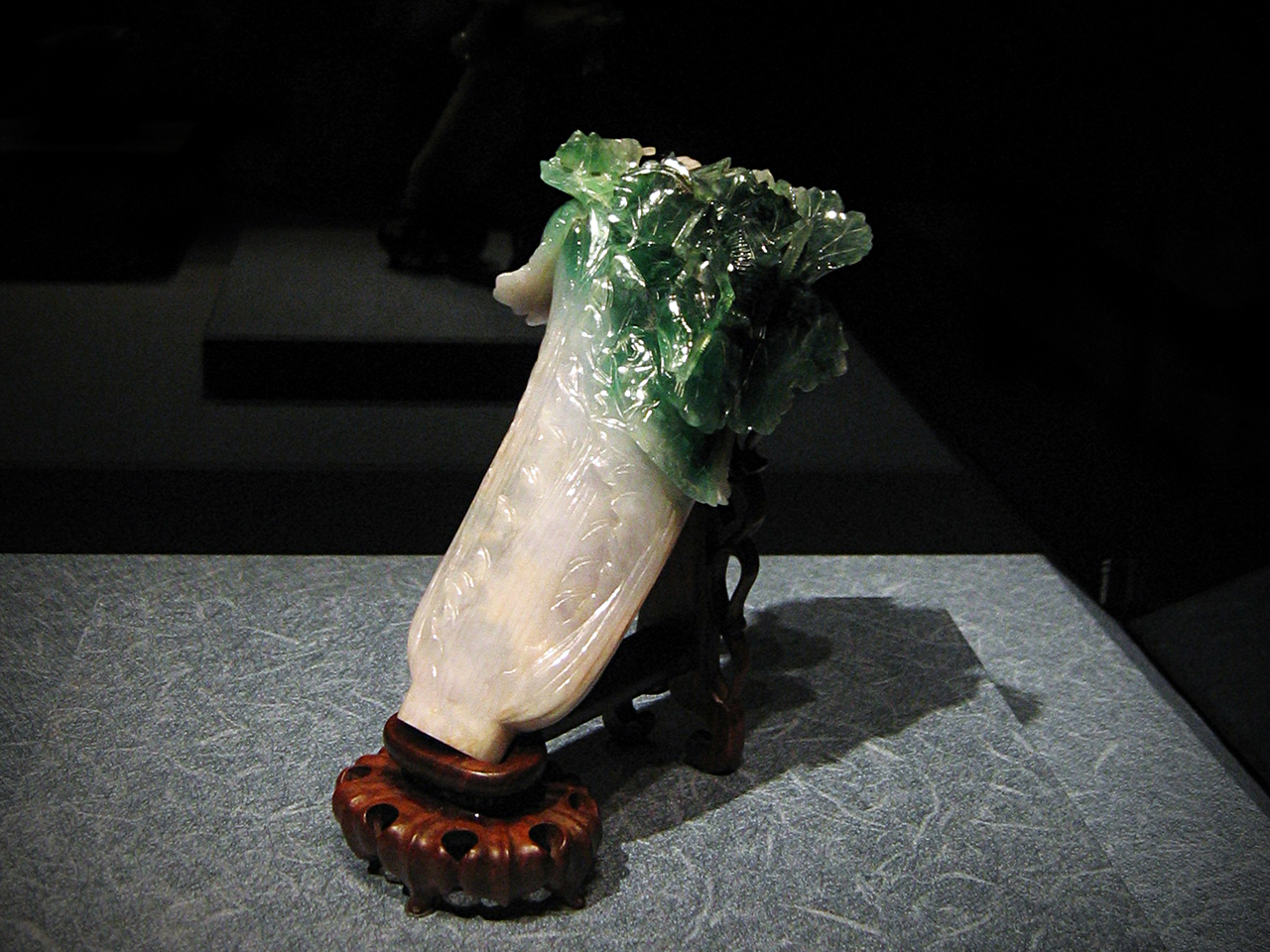
La Col de jadeïta, antigament en la Ciutat Prohibida i avui al Museu Nacional del Palau de Taipei

El jade té un lloc únic en la cultura de la Xina. La col·lecció del museu, majoritàriament procedent de la col·lecció imperial, inclou unes 30.000 peces. La col·lecció d'obres anteriors a la dinastia Yuan inclou diverses peces de fama mundial i objectes procedents de recents excavacions arqueològiques. Els més antics daten del Neolític, mentre que els de les dinasties Ming i Qing eren d'ús palatí, en alguns casos tributs arribats de tot l'imperi i de més enllà.

### Objectes del palau
A més d'obres d'art, una gran part de la col·lecció del museu es compon de peces de la cort imperial, que inclou elements utilitzats per la família imperial i el palau en la vida diària, així com diversos objectes cerimonials i burocràtics importants per a l'administració del govern. Aquesta àmplia col·lecció il·lustra la vida quotidiana i els protocols cerimonials de l'època imperial.